# Therates pseudoconfluens
Therates pseudoconfluens (лат.) — вид жуков-скакунов рода Therates из семейства жужелицы (Carabidae). 

## Распространение
Лаос (Louangnamtha, Phongsaly, Louangphrabang), Китай (Yunnan).

## Описание
Длина от 6,7 до 8,3 мм. Тело с металлическим блеском. От близких видов отличается сочетанием окраски надкрылий. Голова блестящая зеленовато-чёрная. Мандибулы желтоватые, зубцы по краю буроватые. Верхняя губа одинаковой ширины и длины, желтоватая, с шестью вершинными зубцами и одним боковым зубцом. Губные и максиллярные щупики желтоватые. Наличник голый. Лоб гладкий. Переднеспинка блестящая зеленовато-чёрная, её длина равна ширине, сужена спереди и сзади. Надкрылья блестящие чёрные с коричневато-жёлтыми отметинами. Брюшная сторона чёрная, сбоку вентриты жёлтые. Ноги желтоватые, голени и лапки несколько затемнены дистально. Эдеагус длиной до 1,7 мм.